# 241 (číslo)
Dvě stě čtyřicet jedna je přirozené číslo, které následuje po čísle dvě stě čtyřicet a předchází číslu dvě stě čtyřicet dva. Římskými číslicemi se zapisuje CCXLI a řeckými číslicemi σμα.

## Matematika
241 je:
- Prvočíslo, tvoří prvočíselnou dvojici s 239
- Nešťastné číslo
- Příznivé číslo

## Chemie
- 241 je nukleonové číslo druhého nejstabilnějšího izotopu americia[1]

## Astronomie
- (241) Germania je planetka hlavního pásu, kterou objevil v roce 1884 Karl Theodor Robert Luther

## Doprava
- Silnice II/241 je česká silnice II. třídy vedoucí na trase Praha-Sedlec – Černý Vůl[2]

## Ostatní
- +241 je mezinárodní telefonní předvolba Gabonu

## Roky
- 241
- 241 př. n. l.